# Bédat (rivière)
Pour les articles homonymes, voir Bédat.
Le Bédat (Bedat en occitan) est une rivière située dans le département du Puy-de-Dôme, près de Clermont-Ferrand, en région Auvergne-Rhône-Alpes et un affluent droit de la Morge, donc un sous-affluent de la Loire par l'Allier.

## Hydronymie
Son nom est une transposition de l'occitan Bedat, qui dérive de l'ancien occitan Bedal et lui-même de l'étymon Bedo qui désigne une rivière ou un canal en gaulois.

## Géographie
Il prend sa source à Orcines, à 921 m d'altitude et arrose Sayat et Blanzat. À Cébazat, il se sépare en plusieurs bras ; il est alimenté par la Tiretaine et l'Ambène. D'une longueur de 26,41 km, il conflue dans la Morge en rive droite au niveau de la commune de Saint-Laure, à 301 m d'altitude.

### Communes traversées
Dans le seul département du Puy-de-Dôme, le Bedat traverse douze communes ou plutôt treize :
- dans le sens amont vers aval : Orcines, Chanat-la-Mouteyre (source), Sayat, Nohanent, Blanzat, Cébazat, Clermont-Ferrand, Gerzat, Saint-Beauzire, Chappes, Ennezat, Entraigues, Saint-Laure (confluence).

### Bassin versant
Le Bedat traverse quatre zones hydrographiques : "La Morge de sa source au Bedat (nc)" (K275), "Le Bedat de l'Ambene (c) à la Morge (nc)" (K277), "Le Bedat de sa source à l'Ambene (nc)" (K276), "La Morge du Bedat (nc) à l'Allier (nc)" (K278), pour un total de 393 km2.

## Affluents
Le Bedat a six affluents référencés :
- le ruisseau de la Saussade ou l'eau de la Vergne (rd), 5,6 km, sur les trois communes de Orcines, Chanat-la-Mouteyre et Nohanent.
- le ruisseau du Bédat (rg), 2 km, sur les deux communes de Blanzat, Cébazat.
- les Guelles ou ruisseau des Ronzières (rd), 8 km, sur les cinq communes de Clermont-Ferrand, Aulnat, Malintrat, Lussat, Saint-Beauzire.
- le Gensat (rg), 17,6 km, sur sept communes avec trois affluents.
- le Maréchot ou le Maréchat ou ruisseau de la Paie (rg), 13,4 km, sur les huit communes Ennezat, Riom, Chappes, Saint-Beauzire, Menetrol, Malauzat, Marsat, Mozac, sans affluent.
- l'Ambène (rg), 30,1 km.

Géoportail ajoute :
- le ruisseau de l'Adrienne (rg).

## Aménagements
Au XIXe siècle, de nombreux moulins se succédaient sur son cours, notamment au niveau de la commune de Sayat. Il est classé réserve naturelle de pêche et donne son nom à la vallée qu'il traverse, qui est connue pour sa course cycliste annuelle intitulée la "Vallée du Bédat.